# Энгельхартштеттен
Энгельхартштеттен (нем. Engelhartstetten) — ярмарочная коммуна (нем. Marktgemeinde) в Австрии, в федеральной земле Нижняя Австрия.
Входит в состав округа Гензерндорф. Население составляет 2055 человек (на 1 января 2018 год). Занимает площадь 65,66 км². Официальный код — 30814.

## Политическая ситуация
Бургомистр коммуны — Йохан Файгль по результатам выборов 2005 года.
Совет представителей коммуны (нем. Gemeinderat) состоит из 19 мест.
- СДПА занимает 10 мест.
- АНП занимает 5 мест.
- Партия ULPG занимает 3 места.
- Партия LBJ занимает 1 место.

## Население
| 2002          | 2003  | 2004          | 2005  | 2006  | 2007  | 2008  |
| ------------- | ----- | ------------- | ----- | ----- | ----- | ----- |
| 1824          | ↗1844 | ↗1845         | ↗1873 | ↗1892 | ↗1895 | →1895 |
| 2009          | 2010  | 2011          | 2012  | 2013  | 2014  | 2015  |
| ↗1902         | ↘1892 | ↘1883         | ↗1890 | ↗1898 | ↗1909 | ↗1966 |
| 1 января 2016 | 2017  | 1 января 2018 |       |       |       |       |
| ↘1958         | ↗1979 | ↗2055         |       |       |       |       |